# برنتس ویل (ایندیانا)
برنتس ویل (به انگلیسی: Burnettsville) یک شهر در ایالات متحده آمریکا است که در شهرستان وایت، ایندیانا واقع شده‌است. برنتس ویل ۱٫۹۴ کیلومتر مربع مساحت و ۳۴۶ نفر جمعیت دارد و ۲۱۷ متر بالاتر از سطح دریا واقع شده‌است.